# Dottor Broadway
Dottor Broadway (Dr. Broadway) è un film del 1942 diretto da Anthony Mann che compare nei titoli con il nome di Anton Mann. Tratto da una storia di Borden Chase, il film è ambientato a New York, a Broadway. Venne girato negli studi della Paramount di Los Angeles.

## Trama
Su un cornicione di Times Square, la bionda Connie Madigan minaccia di buttarsi di sotto, facendo accorrere sul posto polizia e vigili del fuoco. Il dottor Timothy "Doc" Kane, soprannominato dottor Broadway, esce a parlare con la donna ma ben presto si rende conto che si tratta di una trovata pubblicitaria dopo aver visto i volantini che Connie teneva nella borsa. 

## Produzione
Il film fu prodotto dalla Paramount Pictures, girato ai Paramount Studios al 5555 di Melrose Avenue, a Hollywood.

## Distribuzione
Distribuito dalla Paramount Pictures, il film uscì nelle sale cinematografiche USA il 9 maggio 1942 con il titolo originale Dr. Broadway. Nello stesso anno, il 18 settembre, uscì anche in Messico. In Portogallo fu distribuito il 24 marzo 1944, in Svezia il 23 settembre 1944.